# Castillo de Santa Ana (Roquetas de Mar)
El castillo de Santa Ana, también llamado castillo de Las Roquetas, es una fortificación de entre finales del siglo XVI y siglo XVII ubicada en la localidad española de Roquetas de Mar (Almería) que sirvió de refugio para los habitantes del municipio de aquella época que vivían próximos al puerto.

## Historia

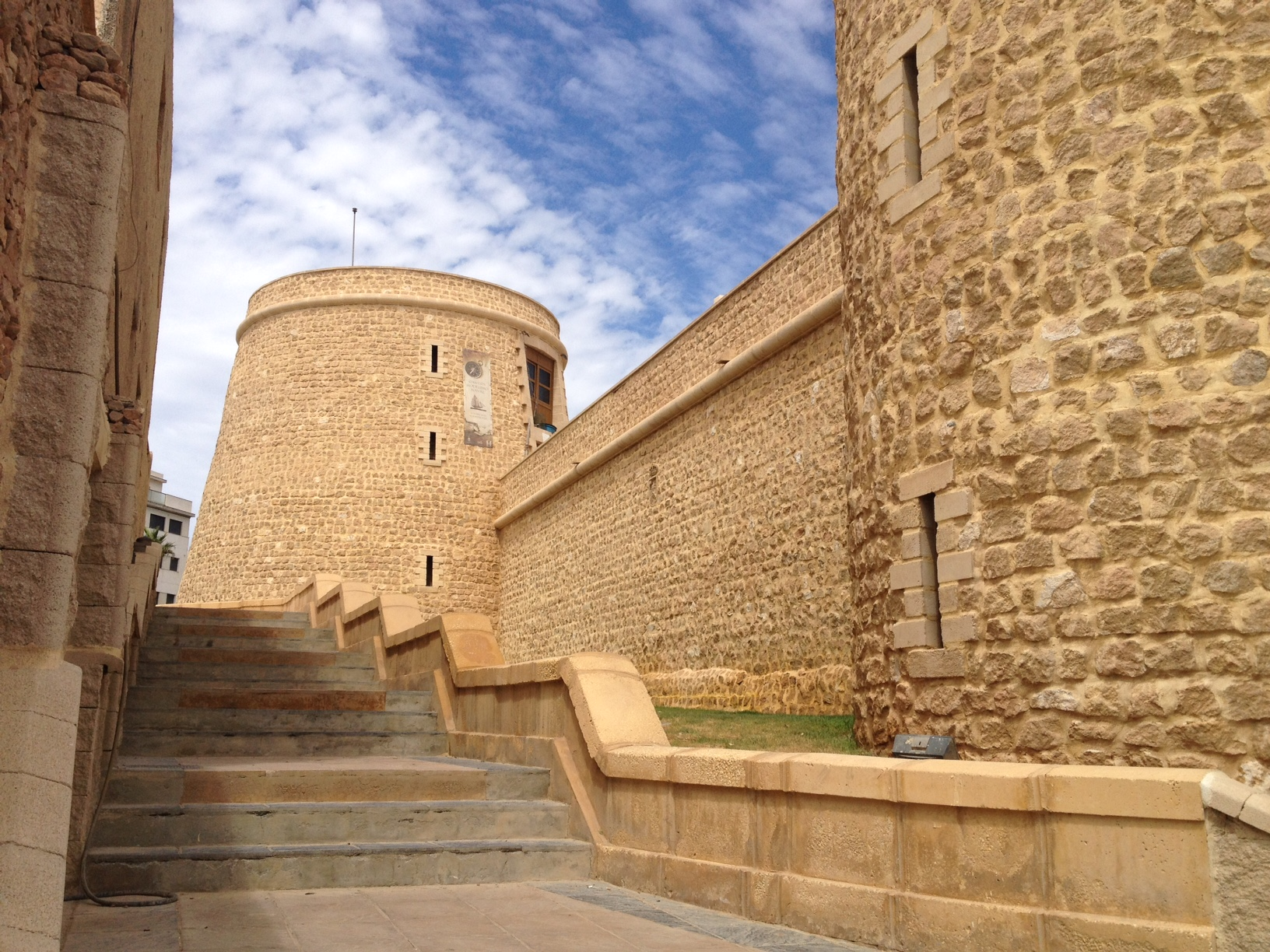
Vista del castillo

Antes de ser construido el castillo de Santa Ana, existió en este lugar una torre levantada por el monarca Yusuf I, a principios del siglo XIV. Pero es en el siglo XVI cuando realmente se erige una torre que escolta la producción y embarque de la sal de las salinas. Motivo de esta edificación son los asaltos de piratas a la costa almeriense para robar cargamentos de sal y secuestrar personas para venderlas como  esclavas. Es por esto por lo que su principal finalidad en esta época era de defensa y no cultural como en la actualidad. Es a lo largo del siglo XVII cuando esta fortificación desiste a causa de las dificultades económicas por las que pasaba la corona, al no poder enfrentarse a los continuos terremotos que destruían todo el edificio. Pero gracias a Luis de Castro Inestrosa se reedificó la muralla del recinto, las torres y las viviendas, además de construirse, por primera vez, un parapeto de nueva planta para emplazar la artillería. Así mismo, Inestrosa se comprometió a rehacer las cinco torres de la marina: Rambla Honda, Cerrillos, Entinas, Guardia Vieja y Alhamilla.
Por otro lado, el siglo XVIII dio paso al fallecimiento del alcaide Andrés Antonio de Castro. Así, su hijo Juan Diego de Castro pediría a la corona que se le librara título de propiedad sobre la alcaldía,obteniendo dicha concesión de Felipe V. Los nuevos proyectos defensivos que se llevaron a cabo tuvieron muy en cuenta la relevancia de la artillería en el castillo, siendo así reforzada la fortaleza con un cañón más. Sin duda, el siglo XVIII fue la centuria con más restauraciones en el castillo de Roquetas de Mar, con obras importantes, siendo la primera en 1710 y las demás, entre 1753 y 1756 (se ejecutaron las propuestas por Jerónimo Amicis), 1777 y 1784 (cuya finalidad era reparar la explosión del polvorín de la fortaleza). En el siglo XIX, el castillo quedó arruinado a causa del terremoto de 1804, provocando así la no restauración desde dicha fecha. El terremoto llegó a destruir los edificios del interior del castillo, mientras que,por el contrario, los torreones y el baluarte no mostraron apenas daños.
Hacia 1817 llegarían para defender el castillo dos cañones de procedencia rusa, adquiridos mediante el tratado de Madrid, aunque los que hoy se encuentran en el lugar no son los originales.

## Actualidad

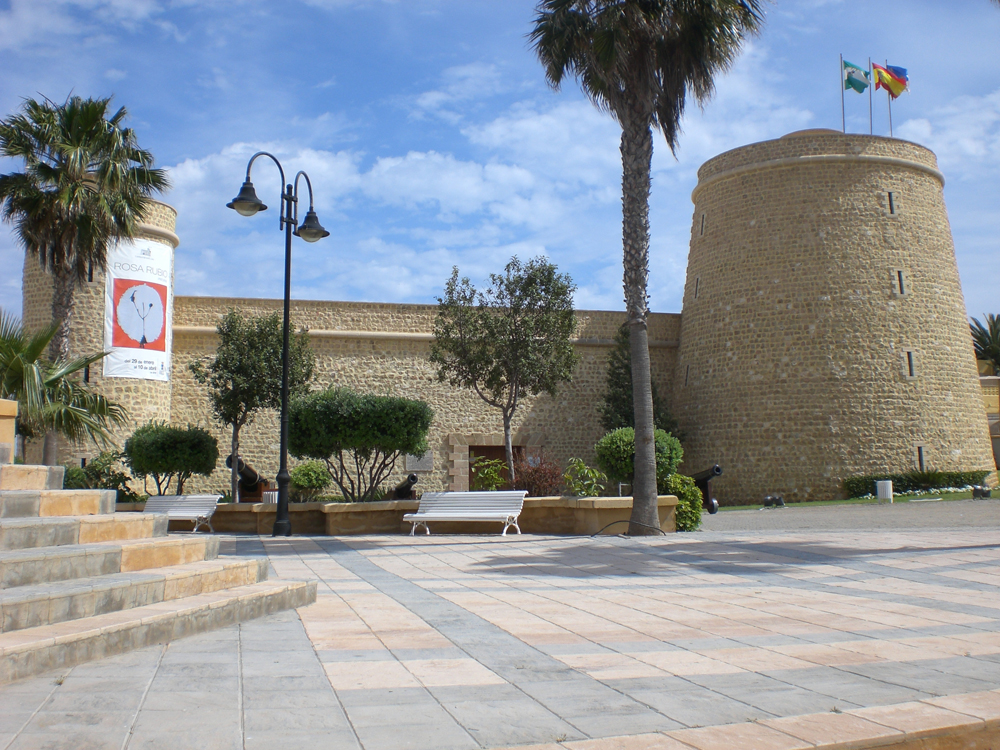
Castillo de Santa Ana

A comienzos de 1997, el Ayuntamiento de Roquetas de Mar decidió llevar a cabo la reconstrucción siguiendo los planos originales del castillo de Santa Ana para recuperar una memoria histórica. Esta reconstrucción fue terminada en el año 2003 y, hasta entonces ha ido recibiendo obras de grandes artistas dentro del panorama provincial, nacional e internacional. Así, se ha ido convirtiendo en uno de los museos andaluces del municipio roquetero y de la provincia de Almería con una gran relevancia. Desde su inauguración en 2003, se ha convertido en un gran centro de atracción turística en el municipio de Roquetas de Mar, siendo visitado por gran cantidad de turistas. Así pues, tras esta reconstrucción, la organización interior del castillo ha quedado dividida en tres espacios.

### Patio del castillo (atrio)
En este estribo se sitúa el Centro de Interpretación, dos salas para exposiciones itinerantes y conferencias de índole cultural. Un claustro para actos institucionales, musicales y de ampliación de exposiciones. Sala de Proyecciones y el Centro de Información al visitante con oficinas administrativas y servicios.

### Primera planta
En esta, están presentes las exposiciones permanentes, como es el caso de la obra fotográfica, Fragmentos de una vida que pasa de Jesús de Perceval, así como varias vitrinas con objetos y enseres del insigne artista indaliano y losGrabados del juego de la Oca. Así mismo, en este peldaño también destacan las obras de autores que, de una u otra forma han contribuido con donaciones en los últimos diez años, artistas de reconocido prestigio nacional e internacional, como Carmen Pinteño, Luis Cañadas, Miguel Cantón Checa, Julio Visconti, Ouka Leele y Garren, que han expuesto su obra en el castillo de Santa Ana. Una colección de 82 aguafuertes de Francisco de Goya y Lucientes, Los desastres de la guerra y una sala para el desarrollo de talleres infantiles y juveniles para los alumnos de todos los centros docentes del municipio. Entrada al Baluarte de Artillería y Oficinas de dirección y servicios de personal.

### Segunda planta
Esta planta hace referencia al torreón del homenaje, que con forma y decoración de camarote de navío, se dedica a una exposición de maquetas navales a lo largo de la historia,Proa al Modelismo Naval. Almenas visitables con bellas vistas al mar y municipio.

## Peculiaridades

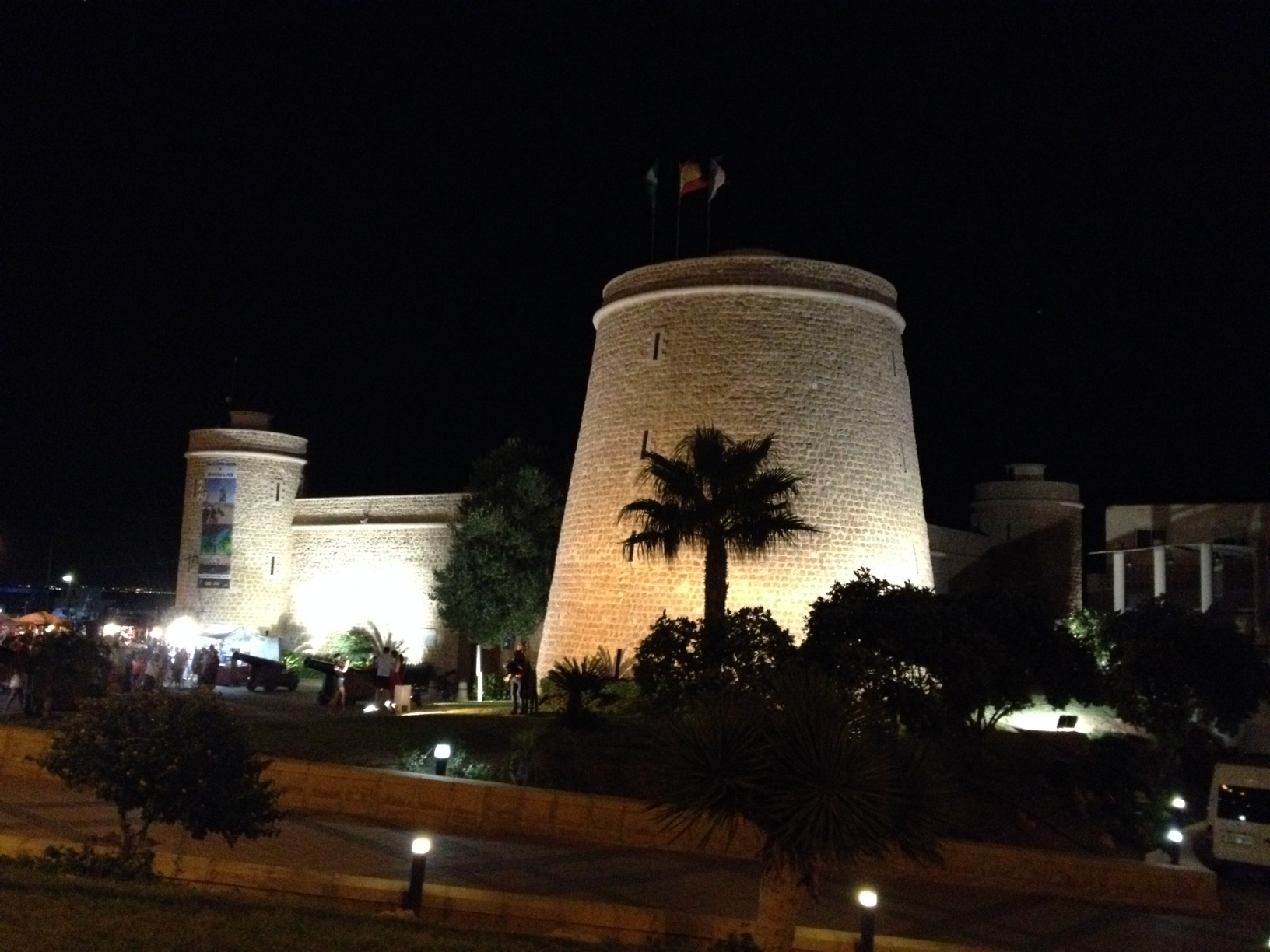
Vista nocturna

A pesar de contar con numerosas salas de exposición, también se han celebrado numerosas conferencias, congresos, charlas, entrega de premios y/u otras actividades. Así mismo, hay que resaltar el patio interior, en el que suelen mostrarse esculturas de gran belleza y en el que además, se hacen conciertos y/o representaciones, sobre todo en los meses de verano. Su visita es totalmente gratuita. Las vistas que ofrecen las torres del castillo son otro de los atractivos de este edificio histórico que forma parte de un triángulo cultural que el Ayuntamiento ha querido habilitar en esta zona del municipio y en el que también están presentes un auditorio al aire libre y el Faro. El castillo de Santa Ana es el monumento por excelencia de máxima atracción y repercusión turística del municipio, reconocido como bien de interés cultural (BIC).

### Faro
El faro estuvo prestando servicio durante un largo período de tiempo pero, más tarde, fue objeto de un proyecto de restauración que contó con la subvención de la Unión Europea, que le permitió recuperar este edificio como se presentaba desde sus inicios. Actualmente, el faro de Roquetas de Mar tiene fines culturales, habiéndose convertido en una sala de exposiciones y muestras. Así, cuenta con dos salas, donde se exhiben pinturas, esculturas y fotografías. Está ubicado en el exterior del castillo.

## El castillo de Santa Ana y la cultura popular

### Literatura
El libro  Lo demás es oscuridad , dedicado a todos los faros de Almería, entre ellos el faro de Roquetas de Mar, ubicado en el castillo de Santa Ana, reúne a poetas, escritores, pintores, fotógrafos, artistas plásticos y distintas disciplinas todo enfocado en torno a los faros de toda la provincia. La concejala de Cultura María Dolores Ortega destacó la gran calidad de la obra, en la cual habían participado más de 180 personas.

### Actuaciones
El 23 de enero de 2014 el Ayuntamiento de Almería ofreció un homenaje a Julio Alfredo Egea en el castillo, al que asistieron Gabriel Amat Ayllón, alcalde de Roquetas, y Eloisa Cabrera, concejala de Cultura, con la intervención de escritores como Pilar Quirosa y textos sobre los políticos José Antonio Santano y Miguel Ángel Blanco.